# Bifobija
Bifobija je odpor do biseksualnosti in biseksualnih ljudi kot družbene skupine ali posameznikov. Lahko se pojavlja v obliki zanikanja pristnosti biseksualnosti ali v obliki negativnih stereotipov o biseksualnih ljudeh (npr., da so promiskuitetni ali nezvesti). Ljudje katerekoli spolne usmerjenosti lahko izkušajo ali prispevajo k ohranjanju bifobije, kar je vir družbene diskriminacije biseksualnih ljudi.

## Etimologija in raba
Bifobija je portmanteau beseda, tvorjena po vzoru besede homofobija. Izhaja iz angleške neo-klasične predpone bi- (kar pomeni, "dve") iz besede biseksualen in korena -fobija (grško φόβος, phóbos, "strah"), v pomenu kot v besedi homofobija. Skupaj s transfobijo in homofobijo je eden iz družine izrazov, ki se uporabljajo za opis nestrpnosti in diskriminacije ljudi LGBT. V pridevniški obliki bifoben (tudi bifobičen) opisuje stvari ali lastnosti, povezane z bifobijo. Redkeje se uporablja kot samostalnik bifob, ki je oznaka za bifobne ljudi.
Biphobia ni nujno fobija, kot to besedo opredeljuje klinična psihologija (tj. kot anksiozno motnjo). Njena pomen in raba sta običajno vzporedna tistima pri ksenofobiji.